# Manuel Tenorio
Manuel Tenorio fue un jugador del equipo de futbol venezolano Deportivo Italia desde 1966 hasta 1973. Es mundialmente conocido por haber hecho el gol que derrotó al equipo campeón de Brasil  (el Fluminense) en 1971, creando el famoso Pequeño Maracanazo.

## Carrera deportiva
Manuel Tenorio nació en Venezuela y empezó a jugar como defensa en el Deportivo Italia en 1966, donde hizo casi toda su carrera de futbolista profesional.
Su debut fue en febrero de 1966, cuando hizo ocho presencias en el Campeonato 1966-67, ganado por el Deportivo Italia.
Sucesivamente jugó en los siguientes tres campeonatos de la Primera División de Venezuela: 1968-69; 1970-71 y 1971-72.
En 1971 participó con el Deportivo Italia (subcampeón de Venezuela) en la Copa Libertadores, donde hizo el gol más famoso de su carrera: en el minuto 66 del partido (llamado "Pequeño Maracanazo") Manuel Tenorio anotó un penalti que hizo historia.

En el minuto 21 del periodo complementario, la oncena venezolana logró el ansiado gol, Militello dejó a tras a su marcador y fue derribado en el area por el portero Vittorio del Fluminense. El defensa Manuel Tenorio cobró con frialdad y profesionalismo el penalty y convirtió el gol venezolano. Los brasileños incrementaron sus ataques durante los minutos finales en la puerta del portero Fassano, quien siguió realizando milagros, al parar todo tipo de bombazos. Además la inteligente marcación de la defensa del Deportivo Italia -centrada en Tenorio- sobre los punteros, neutralizó cada una de las intentonas.Bruno D'Ambrosio

A su regreso a Caracas Tenorio fue muy homenajeado por la local comunidad italiana, 
Se retiró a vida privada en Caracas a finales de la década de los setenta.